# 酒井泰志
酒井 泰志（さかい やすし、1979年4月25日 - ）は、埼玉県出身の元プロ野球選手（投手）。

## 来歴

### プロ入り前
大宮東高では2年夏の県大会準優勝も控え。専修大学に進学。2年春までの3季は1部で、東都大学1部リーグ通算16試合に登板、4勝6敗、防御率3.07、40奪三振を記録。4年時はエースで主将を務めて春秋優勝、秋は最優秀投手となり入替戦も初戦は完封勝利するがチームは2連敗。2部では通算20勝。1年下に江草仁貴がいた。卒業後は、いすゞ自動車に入社。
2002年には、いすゞ自動車入社1年目に第73回都市対抗野球大会で優勝に貢献し、若獅子賞を獲得。いすゞ自動車は同年限りでの活動休止が決まっており、この年のオフにドラフト7巡目で千葉ロッテマリーンズに入団。

### プロ入り後
2004年に、一軍試合登板がないまま、球団から戦力外通告を受ける。12球団合同トライアウトを受けるも受け入れ先はなく、わずか2年で現役引退。引退後の2005年、ロッテは背番号26を「ファンのための背番号」として半永久欠番として指定したため、酒井がロッテで最後に26を使用した選手となっている。引退後は新球団・東北楽天ゴールデンイーグルスの打撃投手兼スコアラーに就任。2007年まで打撃投手を務めた。

## 人物
- ロッテは2005年から、「ファンはベンチ入り25人に次ぐ26番目の選手である」という考えから背番号26を「ファンのための番号」として欠番扱いとしている。そのため、2004年シーズン限りでロッテを退団した酒井は、現在のところチーム最後の背番号26を付けた選手となっている。なお一軍出場経験選手で最後の背番号26は和田孝志（同じく投手）。
- 吉本興業所属のこりゃめでてーなの大江健次とは高校の同級生である。

## 詳細情報

### 年度別投手成績
- 一軍公式戦出場なし

### 背番号
- 26 （2003年 - 2004年）
- 102 （2005年 - 2007年）